# 1953-as Copa América
Az 1953-as Dél-amerikai Válogatottak Bajnoksága a 22. dél-amerikai kontinenstorna volt. Peruban rendezték. A tornát története során először nyerte meg a paraguayi válogatott.

## Résztvevők
| - Bolívia - Brazília - Chile - Ecuador | - Paraguay - Peru - Uruguay |

Argentína és Kolumbia visszalépett.

## Eredmények
A hét részt vevő válogatott egy csoportban, körmérkőzéses formában mérkőzött meg egymással.

### Mérkőzések
| 1953. február 22. |

| Bolívia    | 1–0   | Peru |
| ---------- | ----- | ---- |
| Ugarte 53' | (0–0) |      |

| Estadio Nacional, Lima Nézőszám: 50 000 Játékvezető: George Rhoden (játékvezető) (angol) |

| 1953. február 25. |

| Paraguay                    | 3–0   | Chile |
| --------------------------- | ----- | ----- |
| Fernández 54' 75' Berni 78' | (0–0) |       |

| Estadio Nacional, Lima Nézőszám: 45 000 Játékvezető: Richard Maddison (angol) |

| 1953. február 25. |

| Uruguay                  | 2–0   | Bolívia |
| ------------------------ | ----- | ------- |
| Puente 11' C. Romero 80' | (1–0) |         |

| Estadio Nacional, Lima Nézőszám: 45 000 Játékvezető: Charles Dean (angol) |

| 1953. február 28. |

| Peru              | 1–0   | Ecuador |
| ----------------- | ----- | ------- |
| Gómez Sánchez 78' | (0–0) |         |

| Estadio Nacional, Lima Nézőszám: 50 000 Játékvezető: George Rhoden (játékvezető) (angol) |

| 1953. március 1. |

| Brazília                                                | 8–1   | Bolívia               |
| ------------------------------------------------------- | ----- | --------------------- |
| Julinho 18' 20' 42' 52' Rodrigues 25' 44' Pinga 39' 60' | (6–0) | Ugarte 73' (11-esből) |

| Estadio Nacional, Lima Nézőszám: 45 000 Játékvezető: Richard Maddison (angol) |

| 1953. március 1. |

| Chile             | 3–2   | Uruguay                |
| ----------------- | ----- | ---------------------- |
| Molina 5' 55' 67' | (1–0) | Morel 70' Balseiro 81' |

| Estadio Nacional, Lima Nézőszám: 45 000 Játékvezető: Charles Dean (angol) |

| 1953. március 4. |

| Paraguay | 0–0 | Ecuador |
| -------- | --- | ------- |
|          |     |         |

| Estadio Nacional, Lima Nézőszám: 45 000 Játékvezető: Mario Viana (brazil) |

| 1953. március 4. |

| Chile | 0–0 | Peru |
| ----- | --- | ---- |
|       |     |      |

| Estadio Nacional, Lima Nézőszám: 45 000 Játékvezető: Richard Maddison (angol) |

| 1953. március 8. |

| Bolívia   | 1–1   | Ecuador   |
| --------- | ----- | --------- |
| Guzmán 6' | (1–1) | Alcón 25' |

| Estadio Nacional, Lima Nézőszám: 45 000 Játékvezető: Charles Mc Kenna (angol) |

| 1953. március 8. |

| Peru                        | 2–2   | Paraguay                |
| --------------------------- | ----- | ----------------------- |
| Gómez Sánchez 47' Terry 53' | (0–1) | Fernández 36' Berni 77' |

| Estadio Nacional, Lima Nézőszám: 45 000 Játékvezető: Richard Maddison (angol) |

- A mérkőzést Perunak írták jóva a paraguayi csapat sportszerűtlen viselkedése – plusz 1 csere –  miatt.

| 1953. március 12. |

| Paraguay           | 2–2   | Uruguay          |
| ------------------ | ----- | ---------------- |
| López 5' Berni 52' | (1–1) | Balseiro 36' 55' |

| Estadio Nacional, Lima Nézőszám: 35 000 Játékvezető: David Gregory (angol) |

| 1953. március 12. |

| Brazília               | 2–0   | Ecuador |
| ---------------------- | ----- | ------- |
| Ademir 18' Cláudio 55' | (1–0) |         |

| Estadio Nacional, Lima Nézőszám: 35 000 Játékvezető: Richard Maddison (angol) |

| 1953. március 15. |

| Brazília     | 1–0   | Uruguay |
| ------------ | ----- | ------- |
| Ipojucan 87' | (0–0) |         |

| Estadio Nacional, Lima Nézőszám: 45 000 Játékvezető: Charles McKenna (angol) |

| 1953. március 16. |

| Paraguay                | 2–1   | Bolívia    |
| ----------------------- | ----- | ---------- |
| J. Romero 17' Berni 22' | (2–0) | Santos 76' |

| Estadio Nacional, Lima Nézőszám: 15 000 Játékvezető: David Gregory (angol) |

| 1953. március 19. |

| Chile                        | 3–0   | Ecuador |
| ---------------------------- | ----- | ------- |
| Molina 33' 47' Cremaschi 70' | (2–0) |         |

| Estadio Nacional, Lima Nézőszám: 55 000 Játékvezető: Richard Maddison (angol) |

| 1953. március 19. |

| Peru          | 1–0   | Brazília |
| ------------- | ----- | -------- |
| Navarrete 51' | (0–0) |          |

| Estadio Nacional, Lima Nézőszám: 55 000 Játékvezető: Charles McKenna (angol) |

| 1953. március 23. |

| Brazília                            | 3–2   | Chile          |
| ----------------------------------- | ----- | -------------- |
| Julinho 1' Zizinho 53' Baltazar 70' | (1–0) | Molina 62' 76' |

| Estadio Nacional, Lima Nézőszám: 35 000 Játékvezető: Richard Maddison (angol) |

| 1953. március 23. |

| Uruguay                                                               | 6–0   | Ecuador |
| --------------------------------------------------------------------- | ----- | ------- |
| Méndez 12' Puente 51' Peláez 58' Morel 60' C. Romero 86' Balseiro 88' | (1–0) |         |

| Estadio Nacional, Lima Nézőszám: 35 000 Játékvezető: David Gregory (angol) |

| 1953. március 27. |

| Paraguay           | 2–1   | Brazília          |
| ------------------ | ----- | ----------------- |
| López 49' León 89' | (0–1) | Nílton Santos 12' |

| Estadio Nacional, Lima Nézőszám: 35 000 Játékvezető: Charles Dean (angol) |

| 1953. március 28. |

| Chile                         | 2–2   | Bolívia              |
| ----------------------------- | ----- | -------------------- |
| Meléndez 28' Díaz Carmona 52' | (1–1) | Santos 15' Alcón 49' |

| Estadio Nacional, Lima Nézőszám: 45 000 Játékvezető: Richard Maddison (angol) |

A mérkőzés félbeszakadt a 66. percben, a mérkőzést Chilének írták jóvá a bolíviai csapat sportszerűtlen viselkedése miatt.
| 1953. március 28. |

| Uruguay                      | 3–0   | Peru |
| ---------------------------- | ----- | ---- |
| Peláez 23' 67' C. Romero 71' | (1–0) |      |

| Estadio Nacional, Lima Nézőszám: 45 000 Játékvezető: Mario Viana (brazil) |

| Csapat   | M | Gy | D | V | G+ | G– | Gk  | P |
| -------- | - | -- | - | - | -- | -- | --- | - |
| Brazília | 6 | 4  | 0 | 2 | 15 | 6  | +9  | 8 |
| Paraguay | 6 | 3  | 2 | 1 | 11 | 6  | +5  | 8 |
| Uruguay  | 6 | 3  | 1 | 2 | 15 | 6  | +9  | 7 |
| Chile    | 6 | 3  | 1 | 2 | 10 | 10 | 0   | 7 |
| Peru     | 6 | 3  | 1 | 2 | 4  | 6  | –2  | 7 |
| Bolívia  | 6 | 1  | 1 | 4 | 6  | 15 | –9  | 3 |
| Ecuador  | 6 | 0  | 2 | 4 | 1  | 13 | –12 | 2 |

A csoport élén Brazília és Paraguay azonos pontszámmal végzett, ezért közöttük egy újabb mérkőzés döntött a győztesről.
Rájátszás
| 1953. április 1. |

| Paraguay                            | 3–2   | Brazília         |
| ----------------------------------- | ----- | ---------------- |
| López 14' Gavilán 17' Fernández 41' | (3–0) | Baltazar 56' 65' |

| Estadio Nacional, Lima Nézőszám: 35 000 Játékvezető: Charles Dean (angol) |

| Az 1953-as Dél-amerikai Válogatottak Bajnoksága győztese |
| -------------------------------------------------------- |
| PARAGUAY 1. cím                                          |

### Végeredmény
A hazai csapat eltérő háttérszínnel kiemelve.
| Helyezés | Nemzet   | M | Gy | D | V | G+ | G– | Gk  | P  |
| -------- | -------- | - | -- | - | - | -- | -- | --- | -- |
| Arany    | Paraguay | 7 | 4  | 2 | 1 | 14 | 8  | +6  | 10 |
| Ezüst    | Brazília | 7 | 4  | 0 | 3 | 17 | 9  | +8  | 8  |
| Bronz    | Uruguay  | 6 | 3  | 1 | 2 | 15 | 6  | +9  | 7  |
| 4.       | Chile    | 6 | 3  | 1 | 2 | 10 | 10 | 0   | 7  |
| 5.       | Peru     | 6 | 3  | 1 | 2 | 4  | 6  | –2  | 7  |
| 6.       | Bolívia  | 6 | 1  | 1 | 4 | 6  | 15 | –9  | 3  |
| 7.       | Ecuador  | 6 | 0  | 2 | 4 | 1  | 13 | –12 | 2  |

### Gólszerzők
| 7 gólos - Francisco Molina 5 gólos - Julinho 4 gólos - Angel Berni - Rubén Fernández - Osvaldo Balseiro 3 gólos - Baltazar - Atilio López - Carlos Romero - Donald Peláez | 2 gólos - Ricardo Alcón - Ramón Santos - Víctor Agustín Ugarte - Pinga - Francisco Rodrigues - Oscar Gómez Sánchez - Walter Morel - Washington Puente 1 gólos - Ademir - Cláudio - Ipojucan - Nílton Santos - Zizinho | 1 gólos (folytatás) - Atilio Cremaschi - Guillermo Díaz Carmona - René Meléndez - Eduardo Guzmán - Juan Angel Romero - Pablo León - Manuel Gavilán - Luis Navarrete - Alberto Terry - Omar Pedro Méndez |

## Külső hivatkozások
- 1953 South American Championship